# Харланов, Александр Игоревич
Александр Игоревич Харланов (26 октября 1995) — российский пловец, чемпион мира в комплексной эстафете 4×100 метров на короткой воде.

## Карьера
Воспитанник заречненского спорта. Тренируется у Е. В. и С. Ю. Мельниковых. Специализируется в плавании баттерфляем.
Приказом министра спорта РФ № 54-нг от 20 мая 2013 г. удостоен спортивного звания «Мастер спорта России».
На чемпионате России 2016 года стал чемпионом страны по плаванию баттерфляем на дистанции 200 метров и был включён в сборную России.
На чемпионате мира 2016 года стал чемпионом мира в комплексной эстафете 4×100 метров на короткой воде. В личном первенстве на дистанции 200 метров стал четвёртым.
На чемпионате Евпропы 2017 стал чемпионом на дистанции 200 метров баттерфляй на короткой воде.